# 萨伏依王朝
薩伏依王朝（義大利語：Casa Savoia），是歐洲的一个王朝，曾于1861年至1946年統治義大利，其始祖為翁贝托·比安卡马诺（Umberto Biancamano；卒於1048年？）。翁贝托·比安卡马诺生於大日耳曼尼亞地區的邁森侯爵领地，具體位置在今德國薩克森-安哈特州的馬格德堡，他先後效力於神聖羅馬帝國薩克森王朝的亨利二世，及薩利安王朝的康拉德二世，因戰功受封於薩伏依地區（位於今法國東南部、瑞士西南部、義大利西北部的交界處）為伯爵，稱薩伏依伯爵。「翁貝托」源自古日耳曼語，为「勇者」之意，但歷史學家們對其別名「比安卡馬諾」的具體含義有所爭議。這個名字也不是拉丁語，有的人推測是其所屬部落的名稱，更充作他的姓氏，因之後改姓薩伏依，便不再使用了。中世纪时期，翁贝托·比安卡马诺的繼承人，包括阿梅迪奥六世在內，將法國、義大利和瑞士交界的阿爾卑斯山西部併入了版圖。1416年該家族被提升為神圣罗马帝国的公爵，但此後直到16世紀晚期一直處於衰敗的狀態。雖然它在17世紀歸義大利統治，但該家族在维托里奥·阿梅迪奥二世時代獲得了義大利東北部的領土並奪得了國王的頭銜，先是西西里國王（1713），後改為薩丁尼亞國王（1720）。薩伏依王室在復興運動時期很強盛，在國王維托里奧·埃馬努埃萊一世和卡洛·阿尔贝托領導下對19世紀義大利統一作出了貢獻。它後來失去了其主導地位，其君主翁貝托一世和维托里奥·埃马努埃莱三世只是名義上的國王，1946年的公投通過廢黜王室，從而結束了薩伏依王室的統治。

## 统治者列表

### 萨伏伊伯国
- 翁贝托·比安卡马诺：1003年-1047年或1048年
- 阿梅迪奧一世：1048年-1051年或1056年
- 奧東：1051年或1056年 - 1060年
- 皮特羅一世：1060年-1078年
- 阿梅迪奧二世：1060年-1080年
- 翁貝托二世：1080年-1103年
- 阿梅迪奧三世：1103年-1148年
- 翁貝托三世：1148年-1189年
- 托馬索一世：1189年-1233年
- 阿梅迪奧四世：1233年-1253年
- 波尼法喬：1253年-1263年
- 托馬索二世：1253年-1259年
- 皮特羅二世：1263年-1268年
- 菲利波一世：1268年-1285年
- 阿梅迪奧五世：1285年-1323年
- 愛德華多：1323年 - 1329年
- 埃蒙內：1329年-1343年
- 阿梅迪奥六世：1343年-1383年
- 阿梅迪奥七世：1383年-1391年
- 阿梅迪奥八世：1391年-1416年

### 萨伏依公国
- 阿梅迪奥八世：1416年-1440年
- 路德维科：1440年-1465年
- 阿梅迪奧九世：1465年-1472年
- 菲利貝托一世：1472年-1482年
- 卡洛一世：1482年-1490年
- 卡洛二世·喬瓦尼·阿瑪迪奧：1490年-1496年
- 腓力二世：1496年-1497年
- 菲利貝托二世：1497年-1504年
- 卡洛三世：1504年-1553年
- 伊曼纽尔·菲利贝托：1553年-1580年
- 卡洛·埃马努埃莱一世：1580年-1630年
- 维托里奥·阿梅德奥一世: 1630年-1637年
- 弗朗切斯科·乔辛托：1637年-1638年
- 卡洛·埃馬努埃萊二世：1638年-1675年
- 维托里奥·阿梅迪奥二世：1675年 - 1720年，1730年-1732年第一代萨丁尼亚国王 1720年-1730年

### 萨丁尼亚国王
- 维托里奥·阿梅迪奥二世：1720年-1730年
- 卡洛·埃馬努埃萊三世：1730年-1773年
- 维托里奥·阿梅迪奥三世：1773年-1796年
- 卡洛·埃馬努埃萊四世：1796年-1802年
- 維托里奧·埃馬努埃萊一世：1802年-1821年
- 卡洛·費利切：1821年-1831年

#### 萨伏伊-卡里尼亚诺旁系
- 卡洛·阿尔贝托：1831年-1849年
- 维托里奥·埃马努埃莱二世：1849年-1861年

### 意大利国王
- 维托里奥·埃马努埃莱二世：1861年-1878年
- 翁貝托一世：1878年-1900年
- 维托里奥·埃马努埃莱三世：1900年-1946年
- 翁貝托二世：1946年

## 其他国家的统治者
- 西班牙国王阿玛迪奥一世 （意大利国王维托里奥·埃马努埃莱二世之子）：1871年-1873年
- 克羅埃西亞獨立國国王托米斯拉夫二世 （西班牙的阿玛迪奥一世之孙）：1941年-1943年

## 1946年起的萨伏伊家族領袖

### 薩伏伊家族義大利支系
- 翁貝托二世：1946年—1983年
- 王储维托里奥·埃曼努埃莱·迪·萨伏伊：1983年—2024年
- 埃曼努埃莱·菲利伯托 2024年

### 薩伏伊家族克羅埃西亞支系
- 阿梅迪奥亲王：2006年至2021年
- 埃莫恩王子：2021年至今

## 外部連結
1. ↑  王后